# Mabel Albins
Margit Mabel Georgina Albins (gift Dahlberg), född 4 oktober 1912 i Jönköpings Kristina församling, död 29 november 2005 i Slottsstadens församling i Malmö, var en svensk sångerska och gitarrist. Under 1930-talet sjöng hon med flera svenska dansorkestrar, ofta i jazzinfluerade, rytmiska nummer. Hon hade bland annat påverkats av den musik hon hört på plats i USA 1935. Albins har ibland betraktats som Sveriges första jazzsångerska, och var också uppmärksammad för sitt goda engelsk-amerikanska uttal.
Mabel Albins fick 1936 sitt första engagemang med Charles Redlands orkester i Stockholm, där hon både sjöng och spelade gitarr. Hon turnerade också med Redland. Sommaren 1937 sjöng hon med Sven Fors orkester i Varberg. Under vintern 1937–1938 sjöng hon med Frank Vernons orkester på Bal Palais i Stockholm, då under artistnamnet "Miss Mabel". Efter engagemang med Malte Johnsons orkester i Helsingborg och sommarjobb med Vernon i Halmstad, blev Albins hösten 1938 rekryterad för att sjunga med en dansorkester i Budapest. Det fanns planer på att hon skulle lanseras i flera länder i Europa, men på grund av krigshotet återvände hon till Sverige. Albins fortsatte därefter att uppträda som refrängsångerska till och från med Thore Erlings orkester, hon hade också flera engagemang med Vernon samt med andra orkestrar. Hon fick flera uppskattande recensioner i Orkesterjournalen och turnerade även i Norge.
Mabel Albins fick 1942 anställning vid den amerikanska legationen i Stockholm, och uppträdde därefter alltmer sällan som sångerska. År 1948 emigrerade hon till USA, men återvände senare till Sverige och bodde i Malmö, fram till sin död vid 93 års ålder. Hon är gravsatt i minneslunden på Limhamns kyrkogård i Malmö.
Mabel Albins gjorde flera skivinspelningar, och var även med i flera radiosändningar. Vid Thore Ehrlings radiodebut 1938 var hon refrängsångerska. Under artistnamnet ”Mae Bell” gjorde hon 1936 sin första skivinspelning tillsammans med pianisterna Sten Axelson och Stig Holm. Med Sonora Swing Singers spelade hon in ”Alexanders ragtime band” 1938, ett spår som återutgivits i skivantologin Svensk Jazzhistoria, volym 3.